# Penny on M.A.R.S.
Penny on M.A.R.S. (Penny em M.A.R.S. em Portugal) é uma  série italiana, spin-off de Alex & Co transmitida pelo Disney Channel Itália. O ensino médio M.A.R.S. está estabelecido no campus de Bovisa do Politecnico di Milano. A série foi anunciada em 29 de junho de 2017, após a estréia do último episódio de Alex & Co. A segunda temporada foi anunciada em 10 de abril de 2018 durante a coletiva de imprensa da primeira temporada.
Em Portugal a série estreou no 27 de janeiro de 2020 no canal SIC K. A segunda temporada vai estrear no 17 de março de 2020.

## Sinopse
A série segue as aventuras de Penny, uma miuda talentosa que decide inscrever-se na escola de música M.A.R.S. Com ajuda da sua amiga Camilla, ela tentará superar a sua timidez e perceberá o sonho de se tornar uma cantora bem sucedida. Mas rapidamente, a chegada de um rapaz vai começar a complicar as coisas.

## Elenco

### Personagens Principais
| Ator/Atriz          | Personagem                           | Temporadas | Temporadas  | Temporadas |
| Ator/Atriz          | Personagem                           | 1          | 2           | 3          |
| ------------------- | ------------------------------------ | ---------- | ----------- | ---------- |
| Olivia-Mai Barrett  | Penny Mendez                         | Principal  | Principal   | Principal  |
| Shannon Gaskin      | Camilla Young                        | Principal  | Principal   | Principal  |
| Finlay MacMillan    | Sebastian Storm ( Sebastião Esteves) | Principal  | Principal   | Principal  |
| Olivia Chan         | Sofia Hu                             | Principal  | Principal   | Principal  |
| Damien Walsh        | Nick Weber ( André)                  | Principal  | Recorrente  | —          |
| Damien Walsh        | Mike Weber ( Miguel)                 | —          | Principal a | —          |
| Luke Walsh          | Mike Weber ( Miguel)                 | Principal  | —           | Principal  |
| Ryan Dean           | Aleksandr "Sasha" Lukin              | Principal  | Principal   | Principal  |
| Jessica Alexander   | Lucy Carpenter ( Lúcia Carpinteiro)  | Principal  | Principal   | —          |
| Jack Christou       | Tom Lauder ( Tomás Leite)            | —          | Principal   | Principal  |
| Giacomo Vigo        | Pete Swanson ( Pedro Santos)         | —          | Principal   | Principal  |
| Keenan Munn-Francis | Rob Walker                           | —          | —           | Principal  |
| Kira Malou          | Vicky Bernhard                       | —          | —           | Principal  |
| Amani Lia           | Martha Patel                         | —          | —           | Principal  |

↑a  Nesta temporada, Luke Walsh não poderia interpretar Mike Weber por conta de sua turnê na Europa. Seu irmão Damien, que interpretou Nick Weber na primeira temporada, agora interpreta ambos os gêmeos.

### Personagens Recorrentes
| Ator/Atriz                | Personagem                         | Temporadas   | Temporadas   | Temporadas   |
| Ator/Atriz                | Personagem                         | 1            | 2            | 3            |
| ------------------------- | ---------------------------------- | ------------ | ------------ | ------------ |
| Ben Richards              | Freddy Wolf ( Fred)                | Recorrente   | Recorrente   | Recorrente   |
| Merissa Porter            | Bakìa ( Marta)                     | Recorrente   | Recorrente   | Recorrente   |
| Hanna Hefner              | Debbie Cornish ( Débora)           | Recorrente   | Recorrente   | Recorrente   |
| Joseph Rye                | Raul Storm ( Raul Esteves)         | Recorrente   | —            | —            |
| Charlie Gardner           | Mitch Storm ( Mario Esteves)       | Recorrente   | Recorrente   | —            |
| Michael Rodgers           | Bruce Gold ( Brito Gold)           | Recorrente   | Recorrente   | Recorrente   |
| William Kenning           | Roberto Piccolo                    | Recorrente   | Recorrente   | Recorrente   |
| Alton Terry / Yonv Joseph | Sean Mc Dougal ( João)             | Recorrente   | Recorrente   | Recorrente   |
| Nathalie Rapti Gomez      | Ella Johnson ( Ella / Elsa)        | Recorrente   | Recorrente   | Recorrente   |
| Melanie Gray              | Tosca Bauer ( Susana Braga)        | Recorrente   | Recorrente   | Recorrente   |
| Arianna Di Claudio        | Arianna Rossi                      | Participação | Participação | Participação |
| Giorgia Massetti          | Sra. Grady                         | Participação | —            | —            |
| Katie McGovern            | Lisa Cunningham                    | Participação | —            | —            |
| Douglas Dean              | Andrew Young                       | Participação | —            | —            |
| Andrea Scarduzio          | Sr. Carpenter ( Sr. Carpinteiro)   | Participação | —            | —            |
| Cecilia Gragnani          | Sra. Carpenter ( Sra. Carpinteiro) | Participação | —            | —            |
| Mauro Cipriani            | Médico-Chefe                       | —            | Participação | —            |
| Yoon Coon Cometti         | Sr. Maki                           | —            | Participação | —            |
| Leonardo Ferrari          | Dave Marshal                       | —            | —            | Participação |
| Andrea Beruatto           | Adrian Glaser                      | —            | —            | Participação |
| Asya Rotella              | Simo Ferrari                       | —            | —            | Participação |
| Timothy Martin            | Sr. Richter                        | —            | —            | Participação |

## Produção
Em abril de 2017 foi anunciado que a Walt Disney Company Itália planeja produzir uma série de spin-off para a bem sucedida série Alex & Co. em língua inglesa.
O início das gravações para a primeira temporada de 17 partes foi planejado para o outono de 2017. A razão pela qual a série Penny em M.A.R.S. não é produzido em italiano, mas em inglês é porque a série pode ser vendida melhor internacionalmente. Os personagens Penny, Camilla, Bakìa e Freddy Wolf da Penny em M.A.R.S. fizeram uma breve aparição nos episódios especiais (os últimos episódios) da Alex & Co. em que a série spin-off foi introduzida. Em 29 de junho de 2017, a série spin-off foi anunciada após o último episódio de Alex & Co. sob a forma de um teaser oficial, assim também o título da série Penny em M.A.R.S. foi anunciado.
A primeira leitura de roteiro para a primeira temporada foi em 20 de setembro de 2017. As gravações para a primeira temporada começaram em 28 de setembro de 2017 e com previsão para terminar em 22 de dezembro de 2017. As gravações ocorrem em Milão e nos arredores. O pano de fundo da Music Arts Reiner School, Escola de Artes de Música Reiner (breve M.A.R.S.) é o edifício do departamento de design da sede da Bovisa da Universidade Politécnica de Milão.

## Temporadas
| Temporada | Temporada | Episódios | Exibição Itália    | Exibição Itália     | Exibição Reino Unido    | Exibição Reino Unido | Exibição Portugal     | Exibição Portugal    | Exibição Brasil | Exibição Brasil |
| Temporada | Temporada | Episódios | Estreia            | Final               | Estreia                 | Final                | Estreia               | Final                | Estreia         | Final           |
| --------- | --------- | --------- | ------------------ | ------------------- | ----------------------- | -------------------- | --------------------- | -------------------- | --------------- | --------------- |
|           | 1         | 16        | 7 de maio de 2018  | 25 de maio de 2018  | 4 de junho de 2018      | 28 de junho de 2018  | 27 de janeiro de 2020 | 21 de fevereiro 2020 | 2021            | 2021            |
|           | 2         | 10        | 8 de abril de 2019 | 19 de abril de 2019 | 14 de fevereiro de 2019 | 5 de março de 2019   | 17 de março de 2020   | 30 de março de 2020  | 2021            | 2021            |
|           | 3         | 13        | 3 de julho de 2020 | 3 de julho de 2020  | 17 de fevereiro de 2020 | 9 de março de 2020   | 2021                  | 2021                 | 2022            | 2022            |

## Canções
1. Rain and Shine (Olivia-Mai Barrett e Shannon Gaskin)[8]
2. Live It Up (Merissa Porter)
3. So Sure (Olivia-Mai Barrett e Finlay MacMillan)
4. Never Doubt I Love (Olivia-Mai Barrett e Finlay MacMillan)
5. Nobody's Perfect (Merissa Porter)
6. We Are the M.A.R.S. (Elenco Principal)
7. Timeless (Olivia-Mai Barrett e Ryan Dean)[9]
8. You Rock the Roll (Jack Christou e Shannon Gaskin)
9. You're Beautiful (Finlay MacMillan e Jessica Alexander)
10. All for One (Olivia-Mai Barrett, Shannon Gaskin, Finlay MacMillan, Olivia Chan e Damien Walsh)
11. No Regrets (Olivia-Mai Barrett, Amalia Lia, Finlay Macmillan e Jack Christou)[10]
12. Shining Star (Olivia-Mai Barrett e Ryan Dean)
13. Thats's The Way We Do It (Olivia-Mai Barrett e Keenan Munn-Francis)
14. The Finest Line (Jack Christou e Shannon Gaskin)
15. Let Myself Go (Ryan Dean, Olivia-Mai Barrett, Shannon Gaskin, Finlay Macmillan, Jack Christou e Amalia Lia)

## Dublagem
| Personagem              | Dublagem               | Dublagem               | Temporada              |
| Personagens Principais  | Personagens Principais | Personagens Principais | Personagens Principais |
| ----------------------- | ---------------------- | ---------------------- | ---------------------- |
| Penny Mendez            | Erica Laiolo           | Mafalda Luís de Castro | 1ª-                    |
| Camilla Young           | Martina Tamburello     | —                      | 1ª-                    |
| Sebastian Storm         | Davide Albano          | —                      | 1ª-                    |
| Lucy Carpenter          | Annalisa Longo         | —                      | 1ª-                    |
| Sofia Hu                | Elena Bedino           | —                      | 1ª-                    |
| Sacha Lukin             | Gabiele Zunino         | —                      | 1ª-                    |
| Mike Weber              | Davide Farronato       | —                      | 1ª-                    |
| Nick Weber              | Davide Farronato       | —                      | 1ª-                    |
| Tom Lauder              | Paolo Carenzo          | —                      | 2ª-                    |
| Pete                    | Francesco Petit-Bon    | —                      | 2ª-                    |
| Personagens Recorrentes |                        |                        |                        |
| Bakìa                   | Katia Sorrentino       | —                      | 1ª-                    |
| Freddy Wolf             | Claudio Moneta         | —                      | 1ª-                    |
| Mitch Storm             | Alessandro D'Errico    | —                      | 1ª-                    |
| Ella Johnson            | Camilla Gallo          | —                      | 1ª-                    |
| Debbie Cornish          | Esther Ruggiero        | —                      | 1ª-                    |
| Roberto Piccolo         | Paolo Carenzo          | —                      | 1ª-                    |
| Sean Mc Dougal          | Paolo De Santis        | —                      | 1ª-                    |
| Tosca Bauer             | Elena Canone           | —                      | 1ª-                    |
| Bruce Gold              | Valerio Amoruso        | —                      | 1ª-                    |
| Raul Storm              | Luca Ghignone          | —                      | 1ª-                    |
| Arianna                 | Chiara D'Ingeo         | —                      | 1ª-                    |
| Lisa Cunningham         | Sonia Mazza            | —                      | 1ª-                    |
| Sr. Carpenter           | Maurizio di Girolamo   | —                      | 1ª-                    |
| Sra. Carpenter          | Vanessa Giuliani       | —                      | 1ª-                    |
| Andrew                  | Giorgio Perno          | —                      | 1ª-                    |
| Susan                   | Laura Righi            | —                      | 1ª-                    |
| Médico-Chefe            | Mauro Cipriani         | —                      | 2ª-                    |

| Créditos da dublagem | Itália                       | Portugal                           |
| -------------------- | ---------------------------- | ---------------------------------- |
| Direção de Dublagem  | Mario Brusa e Elena Canone   | —                                  |
| Tradução             | Flavia Fantozzi/Mara Chemini | —                                  |
| Diretor Criativo     | Susanna Vetrugno             | —                                  |
| Dublado nos Estúdios | Videodelta S.r.l.            | Audio In - Produção de Áudio, Lda. |

## Transmissão Internacional
| País                  | Canal                                    | Exibido                 | Título                                                                    | Ref.   |
| --------------------- | ---------------------------------------- | ----------------------- | ------------------------------------------------------------------------- | ------ |
| Itália                | Disney Channel Itália                    | 7 de maio de 2018       | Penny on M.A.R.S.                                                         |        |
| Reino Unido · Irlanda | Disney Channel Reino Unido e Irlanda     | 4 de junho de 2018      | Penny on M.A.R.S.                                                         | [ 11 ] |
| Israel                | Disney Channel Israel                    | 31 de outubro de 2018   | פני (Penny)                                                               | [ 12 ] |
| Dinamarca             | Disney Channel Escadinávia               | 19 de novembro de 2018  | Penny på M.A.R.S.                                                         | [ 13 ] |
| Noruega               | Disney Channel Escadinávia               | 19 de novembro de 2018  | Penny på M.A.R.S.                                                         | [ 14 ] |
| Finlândia             | Disney Channel Escadinávia               | 19 de novembro de 2018  | Penny på M.A.R.S.                                                         |        |
| Suécia                | Disney Channel Escadinávia               | 19 de novembro de 2018  | Penny på M.A.R.S.                                                         | [ 15 ] |
| Grécia                | Disney Channel Grécia                    | 14 de janeiro de 2019   | Η Πενι στο Μ.Α.Ρ.Σ.                                                       | [ 16 ] |
| África do Sul         | Disney Channel África do Sul             | 14 de janeiro de 2019   | Penny on M.A.R.S.                                                         | [ 17 ] |
| Arábia Saudita        | Disney Channel Oriente Médio             | 14 de janeiro de 2019   | Penny on M.A.R.S.                                                         |        |
| Polónia               | Disney Channel Polônia                   | 4 de fevereiro de 2019  | Penny z M.A.R.Sa                                                          | [ 18 ] |
| Hungria               | Disney Channel Hungria e República Checa | 4 de fevereiro de 2019  | Penny a M.A.R.S.-ból                                                      | [ 19 ] |
| Chéquia               | Disney Channel Hungria e República Checa | 4 de fevereiro de 2019  | Penny z M.A.R.Su                                                          | [ 20 ] |
| Roménia               | Disney Channel Romênia                   | 18 de fevereiro de 2019 | Penny de la M.A.R.S.                                                      | [ 21 ] |
| Bulgária              | Disney Channel Bulgária                  | 18 de fevereiro de 2019 | Пени от М.А.Р.С.                                                          |        |
| França                | Disney Channel França                    | 9 de março de 2019      | Penny sur M.A.R.S.                                                        | [ 22 ] |
| Países Baixos         | Disney Channel Países Baixos e Bélgica   | 9 de março de 2019      | Penny op M.A.R.S. (versão holandesa) Penny sur M.A.R.S. (versão francesa) | [ 23 ] |
| Bélgica               | Disney Channel Países Baixos e Bélgica   | 9 de março de 2019      | Penny op M.A.R.S. (versão holandesa) Penny sur M.A.R.S. (versão francesa) | [ 23 ] |
| Espanha               | Disney Channel Espanha                   | 6 de maio de 2019       | Penny en M.A.R.S.                                                         | [ 24 ] |
| Portugal              | SIC K                                    | 27 de janeiro de 2020   | Penny em M.A.R.S.                                                         | [ 25 ] |